# National park authority
National park authority est un terme utilisé au Royaume-Uni pour le corps officiel responsable d'un parc national. Les pouvoirs et les devoirs des autorités sont toutes semblables, mais varient quelque peu en fonction du pays dans lequel ils sont situés.